# 鄭当時
鄭 当時（てい とうじ、生没年不詳）は、前漢の人。字は荘。淮陽郡の人。漢の武帝の時代の大臣。鄭の幽公の七世の孫にあたる。

## 略歴
先祖の鄭君(鄭栄)は項羽に仕えていたが、項羽の死後に漢に帰順する。漢の高祖劉邦が項羽に仕えていた人材を諸官に起用するにあたって詔を発する。「旧主を項籍と呼ぶようにせよ」　高祖は項籍(項羽の本名)と呼んだ旧臣にたいしては大夫の爵位を授け官位をあたえる。しかし鄭君はこれを拒み、都から追放された。この一件で遊侠の間で鄭君の名が知られるようになる。
鄭当時は任侠を好み、梁国の将軍の張羽を窮地から救ったことがあり、梁国・淮陽の間では名を知られていた。景帝のときに太子舎人となった。休日を貰うごとに長安近郊に駅馬を置き、偏り無く賓客に挨拶した。彼は黄老の言葉を好み、長者を慕い、それらの言葉どおりに出来ない事を怖れた。本人は年少で経歴も少なかったが、友人づきあいする者は皆祖父の年代で天下に名の知れた者ばかりであった。
武帝が即位すると、鄭当時は魯の中尉・済南太守・江都相と異動した。建元4年（紀元前137年）に右内史となった。竇嬰と田蚡の争いについての議論が原因で詹事に左遷された。だが元光5年（紀元前130年）に大農令となった。
大農令になると、門の担当に「客人が来た場合、貴賤に関わらず門に留めておくことのないようにせよ」と命じた。清廉で産業を行わず、俸給から他の者に給した。人に食事を与える際には、最低限のものしか与えなかった。武帝と話をする機会があると、天下の長者のことを言わないことはなかった。人を推薦する際には美辞麗句を連ねず、自分より賢明であると言うばかりであった。人が良い言葉を耳にすると、すぐに武帝に言上し、言うのが遅れるのを怖れた。山東の人々は彼を称えた。
漢が匈奴征伐や四方の征服を行ったため支出が多かった。鄭当時は大農令となり、賓客に大農令の運送の仕事をやらせ、収入が多く債務を逃れた。淮陽太守司馬安（汲黯の伯母の子）がその事を暴き、鄭当時はその罪に坐して罪を購って庶人となった。しばらくして丞相長史・汝南太守となり、数年して官にある時に死亡した。家には余分な財産はなかった。
鄭当時の兄弟で鄭当時のお陰で二千石に至った者が6・7人いた。